# Білоозерка
Білоозе́рка (рос. Белоозёрка) — присілок складі Спаського району Пензенської області, Росія.
Населення — 60 осіб (2010; 80 у 2002).
Національний склад станом на 2002 рік:
- татари — 54 %
- росіяни — 44 %